# Майстер, Корнелиус
Корнелиус Майстер (нем. Cornelius Meister; 23 февраля 1980, Ганновер) — немецкий дирижёр. Сын пианиста Конрада Майстера.

## Биография
Учился в Ганноверской Высшей школе музыки и театра у своего отца (фортепиано) и Эйдзи Оуэ (дирижирование), затем совершенствовал дирижёрское мастерство в зальцбургском Моцартеуме под руководством Денниса Рассела Дэвиса. В 1996—2003 гг. был удостоен ряда немецких музыкальных премий и грантов.
В 2001—2002 гг. стажировался в Эрфуртской опере как ассистент музыкального руководителя, одновременно начал работать в Ганноверской опере, выступал также в Гамбурге, Лейпциге, Мюнхене и на других важных германских оперных сценах. В 2005 г. занял пост генеральмузикдиректора Театра и оркестра Гейдельберга, став самым молодым генеральмузикдиректором в Германии.
Наряду с работой на своей родной сцене выступал также в Токио, Сан-Франциско, Берлине, Базеле, Дрездене и др. Выступление Майстера на оперном фестивале в Риге с оперой Рихарда Вагнера «Зигфрид» вызвало высокую оценку известного российского критика Алексея Парина, отмечавшего:

Дирижёр Корнелиус Майстер берёт нас в плен с первого аккорда, потому что мы слышим не просто знаменитую музыку, но чувствуем сразу же всю её экзистенциальную, сверлящую сознание силу. Майстер усиливает в музыке Вагнера её сегодняшний смысл, нужное нам содержание, и всю огромную дистанцию спектакля мы проходим на одном дыхании.

В сентябре 2010 г. возглавил Симфонический оркестр Венского радио, с которым уже выступал до этого — в частности, сопровождая программу Конкурса молодых музыкантов «Евровидение» в мае 2010 года.